# Szent arkangyalok templom (Bakonya)
A bakonyai Szent arkangyalok templom műemlékké nyilvánított épület Romániában, Hunyad megyében. A romániai műemlékek jegyzékében a  HD-II-m-B-03245 sorszámon szerepel.